# Piłka ręczna na Letnich Igrzyskach Olimpijskich 2008
Piłka ręczna na XXIX Letnich Igrzyskach Olimpijskich w Pekinie rozgrywana była od 9 do 24 sierpnia. Mecze odbywały się w Beijing Olympic Sports Center Gymnasium oraz na Krytym Stadionie Narodowym.
W Pekinie wystąpiło 12 drużyn kobiecych i 12 męskich.

## Uczestnicy
| Mężczyźni                            | Data                        | Gospodarz      | Miejsc | Zakwalifikowani   |
| ------------------------------------ | --------------------------- | -------------- | ------ | ----------------- |
| Mistrzostwa Świata 2007              | 19 stycznia - 4 lutego 2007 | Niemcy         | 1      | Niemcy            |
| Mistrzostwa Europy 2008              | 17 - 27 stycznia 2008       | Norwegia       | 1      | Dania             |
| Turniej Kwalifikacyjny - Azja        | 30 stycznia 2008            | Japonia        | 1      | Korea Południowa  |
| Mistrzostwa Afryki 2008              | 10 - 17 stycznia 2008       | Angola         | 1      | Egipt             |
| Mistrzostwa Ameryki Południowej 2007 | 14 - 29 czerwca 2007        | Rio de Janeiro | 1      | Brazylia          |
| I Światowy Turniej Kwalifikacyjny    | 30 maja - 1 czerwca 2008    | Wrocław        | 2      | Polska Islandia   |
| II Światowy Turniej Kwalifikacyjny   | 30 maja - 1 czerwca 2008    | Paryż          | 2      | Francja Hiszpania |
| III Światowy Turniej Kwalifikacyjny  | 30 maja - 1 czerwca 2008    | Zadar          | 2      | Chorwacja Rosja   |
| Gospodarz                            | -                           | -              | 1      | Chiny             |
| Razem                                |                             |                | 12     |                   |

Uczestnicy Światowych Turniejów Kwalifikacyjnych:
- Turniej I:
  - 2 miejsce - Świat:  Polska
  - 7 miejsce - Świat:  Islandia
  - Europa:   Szwecja
  - Ameryka Południowa:  Argentyna
- Turniej II:
  - 3 miejsce - Świat:  Francja
  - 6 miejsce - Świat:  Hiszpania
  - Afryka:  Tunezja
  - Europa:  Norwegia
- Turniej III:
  - 4 miejsce - Świat:  Chorwacja
  - 5 miejsce - Świat:  Rosja
  - Azja:  Japonia
  - Afryka:  Algieria

| Kobiety                              | Data                 | Gospodarz      | Miejsc | Zakwalifikowani          |
| ------------------------------------ | -------------------- | -------------- | ------ | ------------------------ |
| Mistrzostwa Świata 2007              | 2 - 16 grudnia 2007  | Francja        | 1      | Rosja                    |
| Mistrzostwa Europy 2006              | 7 - 17 grudnia 2006  | Szwecja        | 1      | Norwegia                 |
| Turniej Kwalifikacyjny - Azja        | 29 stycznia 2008     | Japonia        | 1      | Kazachstan               |
| Mistrzostwa Afryki 2008              | 8 - 17 stycznia 2008 | Angola         | 1      | Angola                   |
| Mistrzostwa Ameryki Południowej 2007 | 14 - 29 czerwca 2007 | Rio de Janeiro | 1      | Brazylia                 |
| I Światowy Turniej Kwalifikacyjny    | 28 - 30 marca 2008   | Lipsk          | 2      | Niemcy Szwecja           |
| II Światowy Turniej Kwalifikacyjny   | 28 - 30 marca 2008   | Bukareszt      | 2      | Rumunia Węgry            |
| III Światowy Turniej Kwalifikacyjny  | 28 - 30 marca 2008   | Nîmes          | 2      | Francja Korea Południowa |
| Gospodarz                            | -                    | -              | 1      | Chiny                    |
| Razem                                |                      |                | 12     |                          |